# Catherine Jauniaux
Catherine Jauniaux est une chanteuse belge.

## Biographie
Dès l'aĝe de quinze ans, en Belgique, Catherine Jauniaux commença à se produire sur scène en tant que comédienne.
À la fin des années 1970 et au début des années 1980, elle chanta dans divers groupes de rock expérimentaux, tels Aksak Maboul et The Work.
En 1983  elle enregistre à Londres son premier album solo, Fluvial, en compagnie de Tim Hodgkinson (en), un ex-membre du groupe Henry Cow rencontré au sein du groupe The Work. Ils écrivent à deux la plupart des chansons de l'album. L'album est organisé autour du chant, accompagné par des instrumentations de Hodgkinson, Bill Gilonis (en) (The Work), Lindsay Cooper (ex-Henry Cow) et Georgie Born (en) (ex-Henry Cow).
Au début des années 1990, Jauniaux s'installe à New York et se mêle à l'avant-garde locale, collaborant avec Fred Frith, Tom Cora, Marc Ribot, Zeena Parkins, Butch Morris et Ikue Mori. Elle crée le duo Vibraslaps avec Ikue Mori et se marie avec Tom Cora.
En 1995 Jauniaux et Cora déménagent vers le Sud de la France. Catherine Jauniaux travaille alors avec des artistes européens, tels Louis Sclavis, Heiner Goebbels, Yoshihide Otomo ou Christian Marclay. Cora décède en 1998.
En 2007, elle accompagne Sophie Agnel pour la pièce de Ramona Badescu Le Mouton cachalot.

## Discographie

### Travaux collectifs
Aksak Maboul
- Onze danses pour combattre la migraine (en) (1977, LP, Kamikaze Records, 1980 Crammed Discs)
- Un peu de l'âme des bandits (en) (1980, LP, Crammed Discs)

Des Airs
- Lunga Notte (1982, LP, Crammed Discs)

The Hat Shoes
- Differently Desperate (1991, CD, RecRec Music (en))
- Home (2002, CD, RecRec Music (en))

Vibraslaps (duo avec Ikue Mori)
- Vibraslaps (1992, CD, RecRec Music (en))

Andy Bole
- Ramshackle Pier (2004, CD, Ad Hoc Records 05)

The Lowest Note
- WOOF 7 Inches  (2004, CD, Ad Hoc Records 04)

Catherine Jauniaux / eRikm
- Mal Des Ardents / Pantoneon  (2013, CD, Mikroton Recordings)

### Solo
- Fluvial (1983, LP, Woof Records (en))